# ESPN (chaîne de télévision)
ESPN (Entertainment and Sports Programming Network) est une chaîne de télévision sportive américaine, créée en 1979, à l'origine du groupe de télévision ESPN Inc, filiale depuis 1996 de la Walt Disney Company (80 %) et de la Hearst Corporation (20 %).
ESPN fait partie du service de base chez tous les câblodistrbuteurs américains. En décembre 2023, ESPN rejoint 70 millions de foyers, en baisse du pic de 100 millions de foyers en 2011. Les chaînes du groupe sont devenues des références en matière de sport que l'on pourrait comparer à CNN (au faîte de sa gloire) pour les actualités.

## Historique
La chaîne est créée en 1978 sous le nom ESP-TV et grâce à un apport de la Getty Oil elle est relancée le 7 septembre 1979 sous le nom ESPN. Entre 1982 et 1984, ABC Inc. investit d'abord 10 % et passe à 80 % du capital d'ESPN. En 1990, Hearst Corporation achète à RJR Nabisco les 20 % du capital qu'elle détenait.
La première déclinaison de la chaîne, ESPN2 est lancée le 1er octobre 1993. En 1996, la Walt Disney Company rachète ABC et ses 80 % d'ESPN. 

Logo de ESPN HD de 2003 à 2005.

Le lancement de ESPN HD est annoncé le 25 septembre 2002. ESPN HD sera effectivement lancée le 30 mars 2003.
Typiquement seules les émissions produites au quartier général d'ESPN à Bristol (Connecticut) et de nombreuses événements ponctuels enregistrés au format adéquat sont diffusés en haute définition. Les autres émissions enregistrés dans les autres studios de la chaîne sont au format courant et en 4:3. Ainsi les émissions suivantes ne sont pas en HD :
- Rome is Burning, qui est produite à Los Angeles
- Pardon the Interruption et Around the Horn, qui sont produites à Washington D.C.

Le 23 novembre 2017, le nombre d'abonnés à ESPN atteint son plus bas niveau depuis 14 ans aux États-Unis à 88 millions alors qu'il avait culminé à 100 millions en 2010, mettant une forte pression sur Disney. Le 11 juillet 2018, Disney et Blizzard annoncent que l'Overwatch League va être diffusée sur Disney XD, les chaînes ESPN (ESPN, ESPN2, ESPN3 et ESPNews; et la finale sur ABC.

### Les émissions
Les informations ci-dessous sont extraites du ESPN Mediakit (2006).

#### Émissions en studio
- Baseball Tonight (1990–présent)
- Batting Practice (2006–présent)
- College GameDay (1989–présent)
- College GameDay Final (1999–présent)
- College GameDay Scoreboard (?–présent)
- College GameNight (2005–présent)
- Monday Night Countdown (1993–présent)
- NFL Matchup (1993–présent)
- NFL Live (1999–présent)
- NFL Primetime (1987–présent)
- NBA Fastbreak (2002–présent)
- NBA Shootaround (2002–présent)
- Outside the Lines (1990–présent)
- SportsCenter (1979–présent)
- SportsNation (2009–présent)
- Sunday NFL Countdown (1985–présent)
- The Trifecta (2005–présent)
- X Center (2005–présent)

#### Événements hebdomadaires
- ACC Wednesday (–présent)
- Big Monday (–présent)
- College Football Primetime (–présent)
- ESPN DayGame (1996–présent)
- Friday Night Fights (–présent)
- Monday Night Baseball (2002–présent)
- Monday Night Football (2006–présent)
- NBA Friday (2002–présent)
- NBA Sunday (2002–présent)
- NBA Wednesday (2002–présent)
- NTRA Super Saturdays (2003–présent)
- Saturday Primetime (2005–présent)
- Sunday Night Baseball (1990–présent)
- Super Tuesday (–présent)
- Throwdown Thursday (–présent)
- Thursday Night Baseball (2003–présent)
- Wednesday Night Baseball (1990–présent)

#### Émissions passées
- Baseball 2day (2000–)
- BodyShaping (1990–1998)
- NHL 2Night (1995–2004)
- Sunday Night Football (1987–2005)
- Unscripted with Chris Connelly (2001–2003)
- Up Close (1984–2001)

### Les émissionsESPN Original Entertainment

#### Émissions actuelles
- 1st and 10 (talk show, 2003–présent)
- Around the Horn (talk show, 2002–présent)
- Battle of the Gridiron Stars (reality contest, 2005–présent)
- Bonds on Bonds (reality show, 2006–présent)
- Bowling Night (reality contest, 2005–présent)
- Cold Pizza (morning talk show, 2003–présent)
- Dream Job (reality contest, 2003–présent)
- Great Outdoor Games (1995–présent)
- Jim Rome is Burning (talk show, 2003–présent)
- Knight School (reality contest, 2006–présent)
- Pardon the Interruption (talk show, 2001–présent)
- Quite Frankly with Stephen A. Smith (talk show, 2005–présent)
- Streetball: The AND 1 Mix Tape Tour (2002–présent)
- Stump the Schwab (game show, 2004–présent)
- Teammates (game show, 2005–présent)
- The Sports Reporters (talk show, 1992–présent)
- Tilt (drama series, 2005–présent)
- World Series of Poker (2003–présent)

#### Émissions passées
- 2 Minute Drill (game show, 2000-2001)
- Beg, Borrow and Deal (reality contest, 2001-2002)
- Bound for Glory (reality show, 2005)
- ESPN Hollywood (entertainment news, 2005–2006)
- I'd Do Anything (reality contest, 2004–2005)
- Playmakers (drama series, 2003)
- Shaquille (reality show, 2005)

#### Films
- 3: The Dale Earnhardt Story (TV movie, 2004)
- A Season on the Brink (TV movie, 2002)
- Code Breakers (TV movie, 2005)
- Four Minutes (TV movie, 2005)
- Hustle (TV movie, 2004)
- The Junction Boys (TV movie, 2002)
- Through the Fire (TV movie; 2006)